# Љубица Ђурђев
Љубица Ђурђев (рођена 1943) је српска сликарка.

## Биографија
Рођена је 1943. године у Ковиљу. Дипломирала је на Факултету ликовних уметности Универзитета уметности у Београду 1971. Од исте године је члан Удружења ликовних уметника примењених уметности и дизајнера Србије и од тада учествује на свим изложбама које организују. Излагала је на групној изложби „Лето – уникати” у Октобарском салону. Добитница је награде Факултета из Фонда „Иве Врињанина” за таписерију „Лепенски вир”.